# Mitropacup 1983
De Mitropacup 1983 was de 42e editie van deze internationale beker en voorloper van de huidige Europacups.
De opzet van de Mitropacup het seizoen 1982-83 was gelijk aan de voorgaande toernooien. Deelname van de kampioenen van de Tweede Divisies van de deelnemende landen, ook dit jaar waren dat Italië, Hongarije, Joegoslavië en Tsjechoslowakije.
De vier clubs speelden tussen 20 oktober en 6 april een volledige competitie en de nummer één was meteen de winnaar van de Mitropacup 1983. Voor de winnaar Vasas Boedapest was dit de zesde Mitropacup in totaal na eerder zeges in 1956, 57, 62, 65 en 70.
 Wedstrijden 
| Club              | Land                 | Uitslagen | Land                 | Club              |
| ----------------- | -------------------- | --------- | -------------------- | ----------------- |
| Vasas Boedapest   | Vlag van Hongarije   | 2-0 , 1-3 | Vlag van Tsjechië    | ZVL Žilina        |
| Vasas Boedapest   | Vlag van Hongarije   | 1-2 , 3-1 | Vlag van Joegoslavië | FK Galenika Zemun |
| Vasas Boedapest   | Vlag van Hongarije   | 1-0 , 2-1 | Vlag van Italië      | Hellas Verona     |
| ZVL Žilina        | Vlag van Tsjechië    | 2-0 , 0-2 | Vlag van Joegoslavië | FK Galenika Zemun |
| ZVL Žilina        | Vlag van Tsjechië    | 4-0 , 1-1 | Vlag van Italië      | Hellas Verona     |
| FK Galenika Zemun | Vlag van Joegoslavië | 1-1 , 4-2 | Vlag van Italië      | Hellas Verona     |

 Klassement 
| Plaats | Club              | W : w - g - v | Punten | Doelsaldo |
| ------ | ----------------- | ------------- | ------ | --------- |
| 1      | Vasas Boedapest   | 6 : 4 - 0 - 2 | 8      | 10 - 7    |
| 2      | ZVL Žilina        | 6 : 3 - 1 - 2 | 7      | 10 - 6    |
| 3      | FK Galenika Zemun | 6 : 3 - 1 - 2 | 7      | 10 - 9    |
| 4      | Hellas Verona     | 6 : 0 - 2 - 4 | 2      | 5 - 13    |

1927 · 1928 · 1929 · 1930 · 1931 · 1932 · 1933 · 1934 · 1935 · 1936 · 1937 · 1938 · 1939 · 1940 · 1951 · 1955 · 1956 · 1957 · 1958 · 1959 · 1960 · 1961 · 1962 · 1963 · 1964 · 1965 · 1966 · 1967 · 1968 · 1969 · 1970 · 1971 · 1972 · 1973 · 1974 · 1975 · 1976 · 1977 · 1978 · 1980 · 1981 · 1982 · 1983 · 1984 · 1985 · 1986 · 1987 · 1988 · 1989 · 1990 · 1991 · 1992